# 나카지마 요타로
나카지마 요타로(일본어: 中島 洋太朗, 2006년 4월 22일~)는 일본의 축구 선수이다.

## 구단 경력
그는 2024년 J1리그의 산프레체 히로시마에 입단했다.

## 국가대표팀 경력
그는 2023년 FIFA U-17 월드컵에 참가할 일본 U-17 국가대표팀에 발탁되었으며, 4경기에 출전했다.